# نشنال جئوگرافیک وایلد
نشنال جئوگرافیک وایلد (به انگلیسی: Nat Geo Wild به اختصار NGW)یک تلویزیون کابلی و ماهواره‌ای با تمرکز بر برنامه‌های مربوط به جانوران است. این شبکه، شبکه خواهر شبکه نشنال جئوگرافیک (جغرافیای ملی)و آخرین کانال که به‌طور مشترک توسط انجمن جغرافیای ملی و شبکه فاکس نیوز راه‌اندازی شده است. این شبکه برای اولین بار در هنگ کنگ در یک ژانویه ۲۰۰۶ راه اندازی و در درجه اول متمرکز بر ساخت برنامه دربارهٔ حیات وحش و تاریخ طبیعی بود. این کانال بعد از آن در بریتانیا، ترکیه، ایرلند، رومانی، هند، ویتنام، و لهستان راه اندازی شد و جای ماجراجویی در آن در حال حاضر از بین رفته است. این کانال همچنین برای اولین بار درجهان شبکه مربوط به حیوانات را به دو زبان در هنگ کنگ پخش کرد که عبارت اند از انگلیسی و کانتونی. کانال آمریکای لاتین در تاریخ ۱ نوامبر ۲۰۰۹ به عنوان یک کانال با کیفیت بالا (HDTV) راه اندازی شد. در سال ۲۰۱۰، آن را در ایالات متحده نیز راه اندازی کرد.

## برنامه‌ها
فهرست برنامه‌های پخش شده توسط Nat Geo Wild

## دسترسی

### آفریقا
این کانال در آفریقای جنوبی در اواسط سال ۲۰۰۹ راه اندازی شد، و در آفریقای جنوبی DSTV شبکه ماهواره ای در دسترس است.

### آسیا
در آسیا، کانال تلویزیونی استارهاب و در حال حاضر تلویزیون خدمات اشتراک انجام شده‌است. Showtime سعودی پخش کنندهٔ کانال برای بینندگان خاورمیانه است. این کانال در کره جنوبی در تاریخ ۱۶ آوریل ۲۰۰۹ راه اندازی شد. این کانال در هند در تاریخ ۳۱ ژوئیه ۲۰۰۹ راه اندازی شد. این کانال نیز در اسرائیل در تاریخ ۲۳ ژوئیه ۲۰۰۸ راه اندازی شد.
این کانال مسیر تورکست در فرکانس 12461/H/20800 با کد تاندبرگ زیر قابل مشاهده است:
Nat Geo Wild HD
T 1FE7 01
A04B3B54D990AA00

### استرالیا
نسخه آسیایی کانال را در استرالیا در تاریخ ۱۵ نوامبر ۲۰۰۹ در اوسترا(Austar) راه اندازی ونسخه کیفیت بالا Foxtel در تاریخ ۱ نوامبر ۲۰۱۰ راه اندازی شد. هر چند که در Austar راه اندازی انتظار می‌رود در اواخر سال ۲۰۱۰ یا اوایل۲۰۱۱ باشد، با این حال کانال ۱ تا راه اندازی در ژوئیه ۲۰۱۲ در Foxtel پخش شده و بعد به Austar
آورده می‌شود.

### کانادا
صفحه Nat Geo Wild کانادا (صفحه انگلیسی می‌باشد)
کانادا Nat Geo Wild را در تاریخ ۷ مه ۲۰۱۲ راه اندازی کرد. این کانال مشابه به کانال جغرافیایی ملی می‌باشد و این کانال توسط Shaw Media تحت کنترل است.

### اروپا
کانال در تاریخ ۱ مارس ۲۰۰۷ در انگلستان راه اندازی شد و در حال حاضر تا ۱۰٫۵ میلیون خانه از طریق ارائه دهندگان اشتراک در آسمان دیجیتال و رسانه ویرجین از این شبکه استفاده می‌کنند. در ایرلند، دارای بیش از ۵۰۰٫۰۰۰ بیننده در آن UPC ایرلند خدمات و آسمان دیجیتال این شبکه را تماشا می‌کنند.

### آمریکای لاتین
نسخه آمریکای لاتین این کانال در تاریخ ۱ نوامبر ۲۰۰۹ راه اندازی شد.

### ایالات متحده آمریکا
این کانال در ایالات متحده در تاریخ ۲۹ مارس ۲۰۱۰ راه اندازی شد و جایگزین کانال Fox Reality (فاکس واقعیت) است.
ارائه دهندگان خدمات که در آن‌ها راه اندازی انجام شده عبارتند از تایم وارنر کابلی، کامکست، ارتباطات کاکس، ورایزون FIOS و AT & T U-verse است. شبکه Dish Network یک قرارداد پخش دارد که در حال حاضر در دسترس نیست، اما شروع به پخش کانال در تاریخ ۱۹ آوریل ۲۰۱۰

## آینده
با توجه به آزادی مطبوعات، NGCI انتظار به گسترده کردن کانال در سطح جهان، با گسترش به مناطق دیگر در اروپا، آمریکا لاتین و تایوان است.

## رقبا
بزرگترین رقیب Nat Geo Wild، شبکه animal planet است، هر چند Nat Geo Wild تمرکز بیشتر بر حیوانات وحشی و عجیب و غریب دارد، در حالی که سیاره حیوانات تمرکز بیشتری بر روی حیوانات خانگی و حیوانات اهلی دارد.